# Tashnuva Anan Shishir
Tashnuva Anan Shishir (bengalisch তাশনুভা আনান শিশির Tāśnubhā Ānān Śiśir; * 1991 / 1992 in Bagerhat) ist eine bangladeschische Transgender-Aktivistin, Schauspielerin und Nachrichtensprecherin. Seit März 2021 ist sie die erste offen transsexuelle Nachrichtensprecherin Bangladeschs.

## Leben
Shishir wurde als Junge geboren und wuchs im Süden Bangladeschs auf. Früh trug sie Frauenkleider und Make-up. Deshalb erfuhr sie laut eigenen Angaben häufig Mobbing und Gewalt, einmal auch in Form einer Vergewaltigung. Im Alter von 15 Jahren wurde sie von ihrer Familie verstoßen.
Danach zog Shishir nach Dhaka, wo sie in prekären Verhältnissen in einem Slum lebte. Ärzte, an die sie sich wandte, hätten sie als psychisch krank betitelt, obwohl das dritte Geschlecht in dem mehrheitlich muslimischen Land offiziell anerkannt ist. Mehrmals versuchte sie erfolglos, Suizid zu begehen.
Von Engagements als Tänzerin, unter anderem an Theatern, finanzierte sie sich eine Hormontherapie.
Shishir sagte, dass sie sich bei vielen Medienhäusern beworben habe, aber immer abgelehnt worden sei. Lediglich Boishakhi Television stellte sie in Teilzeit ein. Am Weltfrauentag des Jahres 2021, dem 8. März, debütierte sie als Nachrichtensprecherin in der 16-Uhr-Sendung des Privatsenders. Der Nachrichtenchef des Senders, Saiful Islam, sah darin einen wichtigen Fortschritt in der Anerkennung von Transsexualität. Ihr Debüt fand einen großen Widerhall in der internationalen Presse.